# ديفيد أهيرن
ديفيد أهيرن (بالإنجليزية: David Ahern) هو ملحن أسترالي، ولد في 2 نوفمبر 1947 في سيدني في أستراليا، وتوفي في 31 يناير 1988.